# Годвин, Самсон
Самсон Годвин (англ. Samson Godwin; род. 11 ноября 1983, Варри) — нигерийский и украинский футболист, полузащитник. Многолетний игрок клуба «Карпаты» (Львов) — вошёл в историю клуба, как легионер, который провёл больше всего игр в составе «зелено-белых».

## Биография
Годвин начинал карьеру в клубе «Габрос Интернэшнл». Первым европейским клубом стала команда третьей польской лиги ББТС (Бельско-Бяла). Там Годвин провёл сезон 2000/01. В летнее межсезонье 2001 года тренировался вместе с командой первой лиги «Катовице». Но на поле в матчах сезона 2001/02 он не вышел. Зимой перешёл в клуб «Карпаты» (Львов).
С начала 2002 года играет в «Карпатах». После сезона 2003/04, когда клуб понизился в классе, большинство ключевых игроков (среди них немало иностранцев) покинули команду, и президент клуба Пётр Дыминский убедил Годвина остаться во Львове. Сезон 2004/05 «Карпаты», обновленные молодыми местными футболистами, завершили на 5-м месте, а в следующем заняли 2-е место и вернулись в Высшую лигу. На полуфинальный матч Кубка Украины против «Динамо» во Львов приезжал главный тренер сборной Нигерии Августин Эгуавон. Однако полузащитник после этого так и не сыграл за свою сборную, хотя он сыграл один матч в 2003 году. Самсон Годвин много сезонов был одним из ключевых игроков львовского клуба в центре поля. Выступал под номером «7».
В июле 2008 года игрок обратился к руководству «Карпат» с просьбой подготовить документы о смене гражданства — нигериец решил получить украинский паспорт.
В первой половине сезона 2008/09 на позиции опорного полузащитника Годвина вытеснил из состава молодой Андрей Ткачук. В декабре 2008 года руководство «Карпат» выставило футболиста на трансфер. В конце января 2009 года была обнародована информация, согласно которой игрок подписал контракт с израильским клубом «Маккаби» (Тель-Авив). Однако футболист не подошёл клубу и продолжил подготовку к сезону вместе с молодёжным составом «Карпат». В феврале 2009 года игрок провёл в Турции товарищеские матчи за казахстанский клуб «Шахтёр» (Караганда), где был на просмотре.
Первое полугодие 2009 года провёл в аренде в «Шахтёре» (Караганда). В июне 2009 года вернулся в «Карпаты». В 2011 году был отдан в аренду в «Волынь», однако там не смог задержаться надолго и вскоре вернулся обратно во Львов. В июне 2012 года подписал контракт с белорусским клубом «Минск» за который играл до конца года. В апреле 2013 года подписал контракт с клубом «Славия» с города Мозырь, соглашение рассчитано до конца сезона 2013. 16 апреля 2013 года дебютировал за новую команду в матче против своего бывшего клуба «Минска» выйдя на замену на 77 минуте. В июле 2013 года вернулся в львовские «Карпаты». В январе 2014 года объявил о завершении карьеры и изъявил желание работать в львовском клубе функционером. Изначально планировалось, что Годвин станет селекционером, однако по состоянии на апрель 2015 года его основной ролью является работа с молодежью.

## Семья
Жена — львовянка Екатерина Казмирчук.